# Josef Řebíček
Josef Řebíček (Praga, 7 de febrero de 1844-Berlín, 24 de marzo de 1904) fue un violinista, director de orquesta y compositor checo.

## Biografía
Fue alumno durante seis años del Conservatorio de Praga y entró en 1861 en la orquesta de la corte en Weimar. En 1863 fue director de los conciertos sinfónicos en el Teatro Nacional de Praga; en 1865, en el Teatro Real Alemán de la misma ciudad, y en el Teatro Real de Wiesbaden en 1868. Recibió en 1875 el título de director real de música, en 1882 fue nombrado director de ópera y primer violín solista en el Teatro Imperial de Varsovia, director del Teatro Nacional de Budapest en 1891, director de orquesta del teatro de la corte en Wiesbaden en 1893 y director de la Orquesta Filarmónica de Berlín del 1897 al 1903. Escribió varias composiciones sinfónicas, entre las cuales se cuenta una Sinfonía en si menor estrenada en 1898.